# Abram Isaakowitsch Alichanow

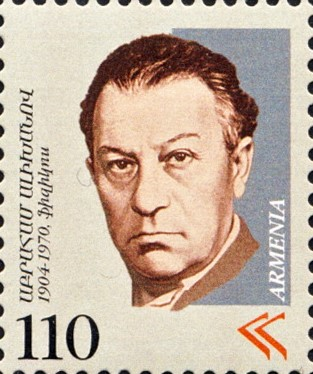
Abram Alichanow

Abram Isaakowitsch Alichanow (russisch Абрам Исаакович Алиханов, armenisch Աբրահամ Իսահակի Ալիխանով; * 20. Februarjul. / 4. März 1904greg. in Tiflis; † 8. Dezember 1970 in Moskau) war ein sowjetischer Physiker.
Alichanow war armenischer Herkunft. Sein Vater war Zugführer. 1928 machte er seinen Abschluss in Physik am Polytechnikum in Leningrad.
Alichanow entdeckte bei Untersuchungen zur künstlichen Radioaktivität 1934 zusammen mit seinem jüngeren Bruder Artjom Isaakowitsch Alichanjan (1908–1978), später einer der Gründer des Physikinstituts in Jerewan, die Emission von Elektron-Positron-Paaren durch hochangeregte Kerne.

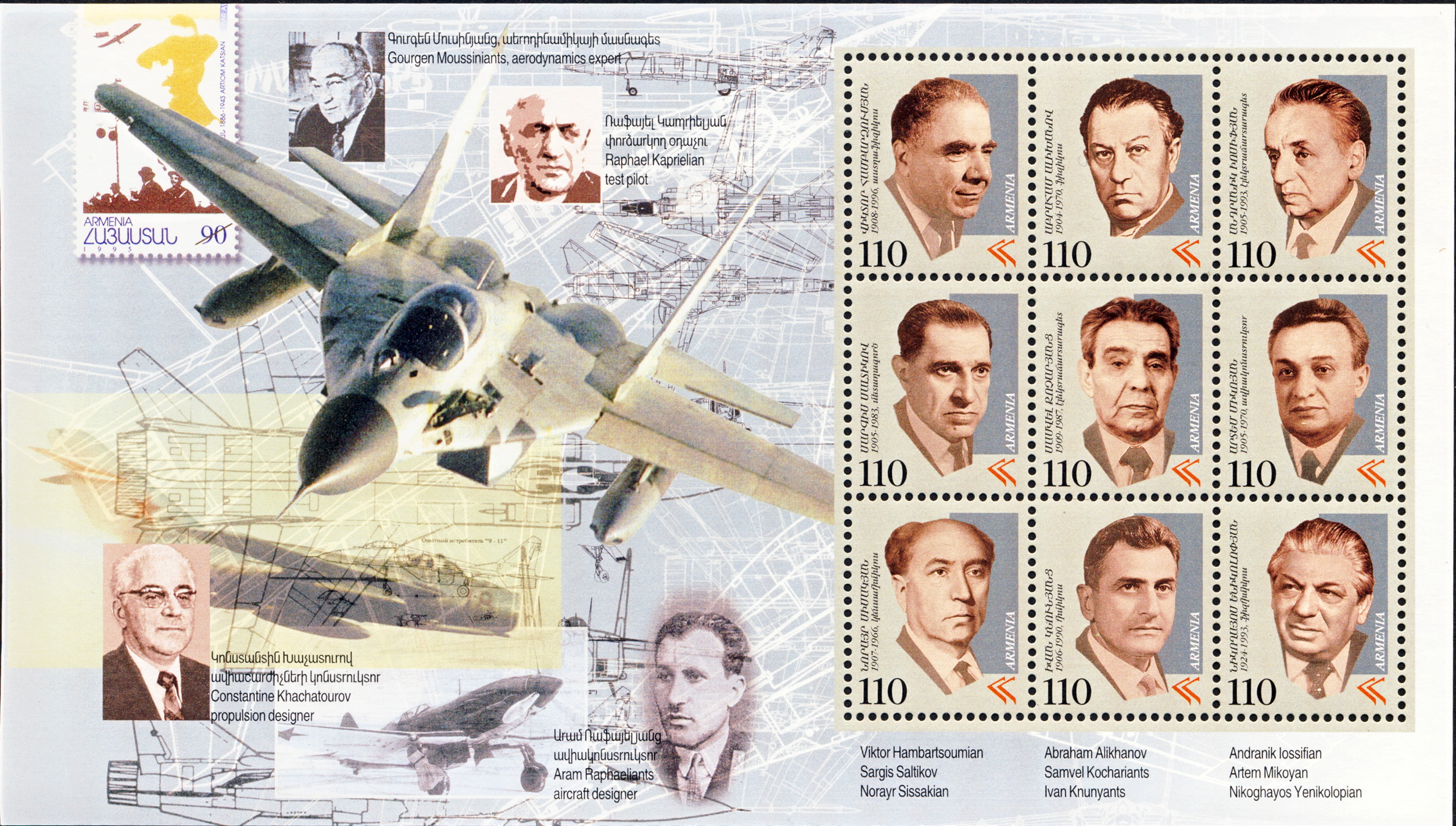
Hambardsumjan, Alichanow, Iossifjan, Saltykow, Kotscharjanz, Mikojan, Sissakjan, Knunjanz und Jenikolopow auf einer armenischen Briefmarke (2000)

Außerdem forschte er über kosmische Strahlung und über die schwache Wechselwirkung (unter anderem zum Betazerfall). Zusammen mit seinem Bruder dem sowj. Physiker Alichanjan Artemi Isaakowitsch (1908–1978) entdeckte Abraham Isaakowitsch Alichanow 1946/47 in der kosmischen Strahlung die „Varitronen“ (Mesonen).
Alichanow war mitbeteiligt an der Entwicklung des ersten sowjetischen Kernreaktors in Obninsk (1949) und der sowjetischen Atombombe. Ab 1945 gründete und leitete er das Labor 3, aus dem später das ITEP hervorging. Er leitete das Institut bis 1968.
1961 war er wesentlich am Bau des ersten sowjetischen Synchrotrons mit starker Fokussierung beteiligt (mit einer Beschleunigungsenergie von 7 GeV) und er war auch an den Plänen für die folgende Generation der Teilchenbeschleuniger in der Sowjetunion beteiligt.
Er war seit 1939 korrespondierendes und seit 1943 Vollmitglied der Sowjetischen Akademie der Wissenschaften. Alichanow erhielt dreimal den Staatspreis der UdSSR (1941, 1948, 1953) sowie den Leninorden, das Rote Banner der Arbeit und wurde 1954 Held der Sozialistischen Arbeit.
Seine Grabstätte befindet sich auf dem Nowodewitschi-Friedhof in Moskau.